# Velîki Mejîrici, Koreț
Velîki Mejîrici (în ucraineană Великі Межирічі) este localitatea de reședință a comunei Velîki Mejîrici din raionul Koreț, regiunea Rivne, Ucraina.

## Demografie
Componența lingvistică a localității Velîki Mejîrici
     Ucraineană (99,04%)
     Alte limbi (0,83%)
Conform recensământului din 2001, majoritatea populației localității Velîki Mejîrici era vorbitoare de ucraineană (99,04%), existând în minoritate și vorbitori de alte limbi.